# John Andreas Andersen
Pour les articles homonymes, voir Andersen.
John Andreas Andersen, né à Flekkefjord le 23 octobre 1971, est un réalisateur et directeur de la photographie norvégien.

## Filmographie
- Les Révoltés de l'île du diable (2010) ( directeur de la photographie)
- The Quake (2018) (réalisateur)
- The North Sea (2021) (réalisateur)

- Nr. 24 (2024) (réalisateur)